# 吉川良太郎
吉川 良太郎（よしかわ りょうたろう、1976年6月17日 -）は、日本の小説家、SF作家。

## 経歴・人物
新潟県新潟市（現中央区）の酒販店の次男として生まれる。中央大学文学部フランス文学科卒業後、同大学大学院博士前期課程修了。在学中は中央大学SF研究会に所属。
2001年時点で日本SF作家クラブ会員だったが、2024年10月時点では会員名簿に名前がない。
大学院在学中の2001年、近未来のフランス暗黒街を活写した『ペロー・ザ・キャット全仕事』で第2回日本SF新人賞を受賞し、作家デビュー。2007年には、映画『ヱヴァンゲリヲン新劇場版:序』、2009年『ヱヴァンゲリヲン新劇場版:破』に脚本協力として携わった。

## 作品リスト

### 単行本
- 『ペロー・ザ・キャット全仕事』徳間書店、2001年5月
- 『ボーイソプラノ』徳間書店、2001年9月
- 『シガレット・ヴァルキリー』徳間デュアル文庫、2002年2月
- 『ギャングスターウォーカーズ』カッパ・ノベルス、2004年2月
- 『解剖医ハンター』（漫画作品。作画：黒釜ナオ、原作担当）全3巻（2009年～2012年）

### 雑誌等掲載作品
小説作品
- 「血の騎士 鉄の鴉」『SF Japan』2001年春季号
- 「ぼくが紳士と呼ばれるわけ」『S-Fマガジン』2003年７月号
- 「苦艾の繭」『異形コレクション 酒の夜語り』2002年
- 「大人はわかってくれない」『ミステリーズ!』2005年FEBRUARY
- 「ピーターパン・ホームシック・ブルース」（憑依都市）『SF Japan』2005年SPRING
- 「赤頭巾ちゃんに気をつけて」『小説宝石特別編集 英雄譚』2005年
- 「ドリアン・グレイの画仙女」『異形コレクション アート偏愛』2005年
- 「いばら姫」『小説宝石』2007年９月号
- 「吸血花」『SF Japan』2008年WINTER
  - 『短篇ベストコレクション 現代の小説 2009』（日本文藝家協会編、徳間書店、2009年6月）に再録。
- 「青髭の城で」『異形コレクション Fの肖像』2010年
- 「黒猫ラ・モールの歴史観と意見」『SF JACK』2013年 / 文庫版、2016年
- 「おかえりヴェンデッタ」『再着装(リスリーヴ)の記憶―〈エクリプス・フェイズ〉アンソロジー』書苑新社、2021年9月

評論
- 「黙示録的なロリポップ、の包み紙」『ユリイカ』2002年10月号
- 「『中国行きのスロウ・ボート』は、どこへ着いたのか?」『ユリイカ』2004年4月号